# Palazzo Margherita

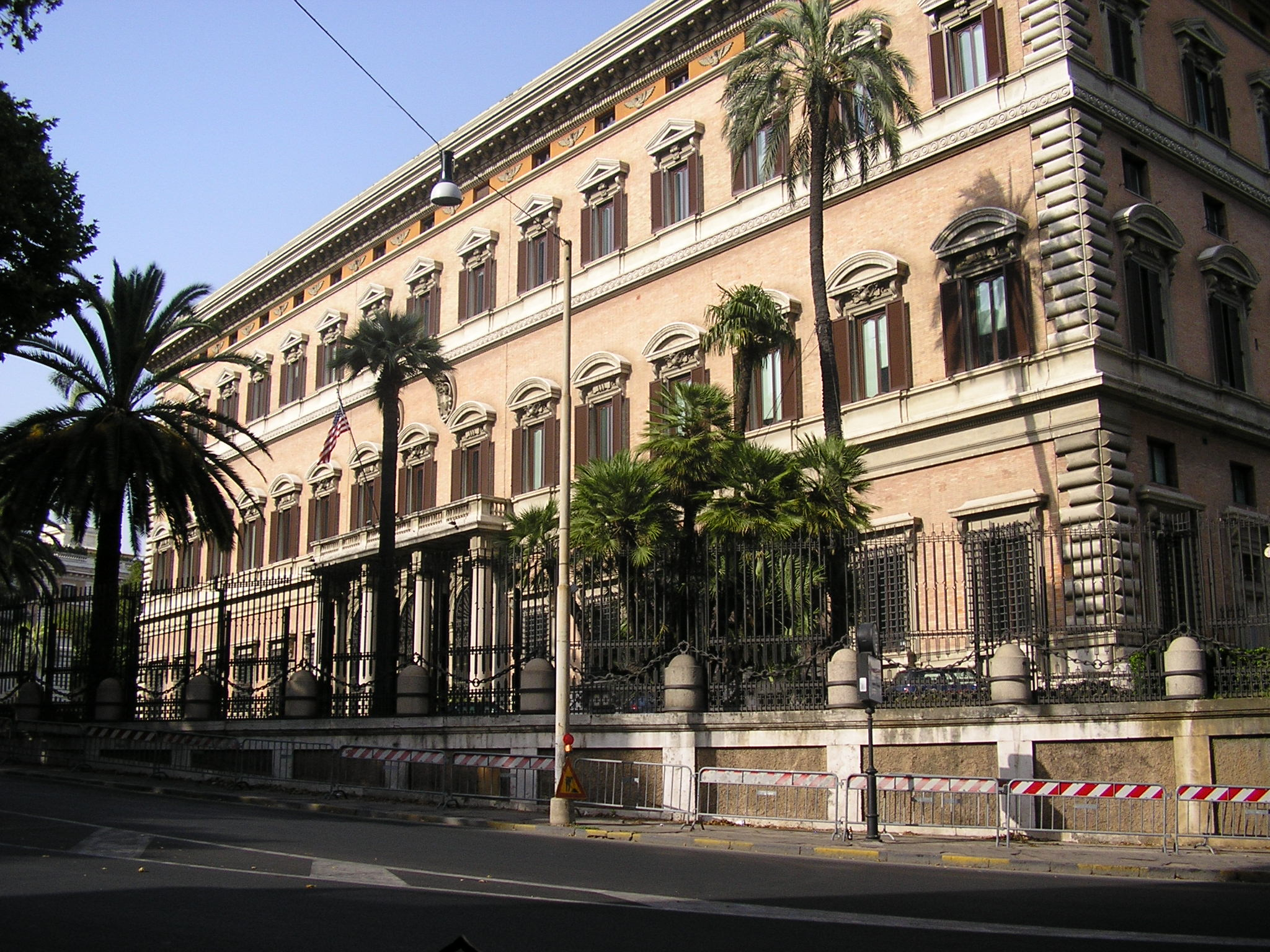
Palazzo Margherita

Der Palazzo Margherita (zuvor: Palazzo Piombino) ist ein Palast im Stadtteil Ludovisi in Rom.
Der Palazzo Piombino entstand in der von einer umfangreichen Gartenanlage umgebenen Villa Ludovisi. Errichtet wurde er zwischen 1886 und 1890 vom italienischen Architekten Gaetano Koch an der damals neu entstandenen Via Veneto für Rodolfo Boncompagni Ludovisi, den Fürsten des Fürstentums Piombino. Infolge wirtschaftlicher Schwierigkeiten wurde der Palast später veräußert. Nach der Ermordung ihres Ehemannes, des italienischen Königs Umberto I., in Monza wohnte seine Gemahlin Margarethe von Italien  von 1900 bis zu ihrem Tod im Jahre 1926 im Palast.
Seit 1931 ist er Sitz der Botschaft der Vereinigten Staaten. 1946 wurde das Gebäude von der US-amerikanischen Regierung käuflich erworben und zwischen 1949 und 1952 umfassend renoviert.